# Andorra en los Juegos Europeos de Bakú 2015
Andorra participó en los Juegos Europeos de Bakú 2015 con una delegación de 31 deportistas. Responsable del equipo nacional fue el Comité Olímpico Andorrano, así como las federaciones deportivas nacionales de cada deporte con participación.
El equipo de Andorra no obtuvo ninguna medalla en estos Juegos.